# 黑莉·范利特
黑莉·安·范利特（英語：Hailey Ann Van Lith，2001年9月9日—），美国女子篮球运动员，2018年夏季青年奥林匹克运动会女子三人篮球金牌得主、2023年三對三世界盃籃球賽女子金牌得主、2024年夏季奥林匹克运动会女子三人篮球铜牌得主。